# Moleskin

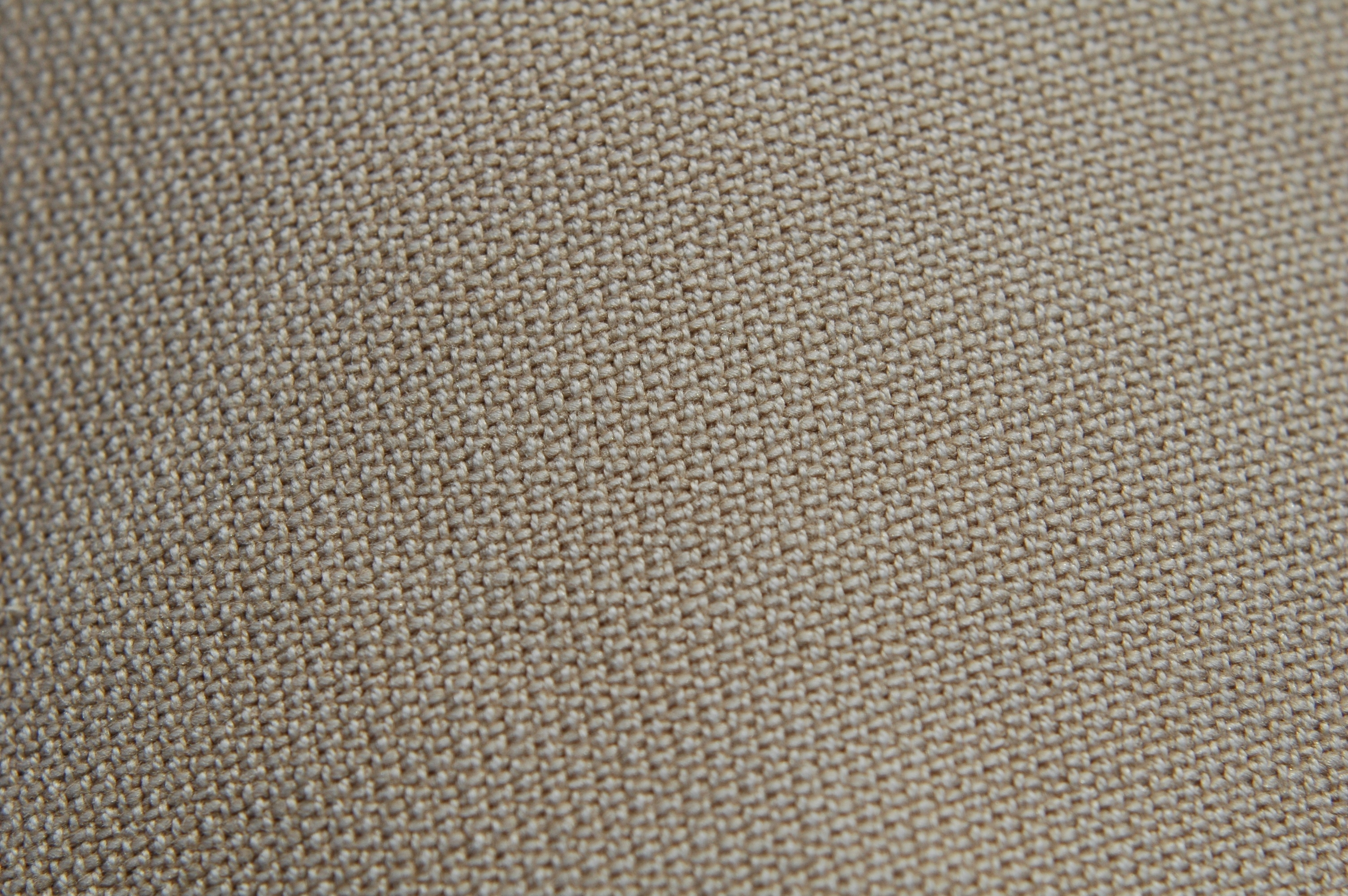
Vergrote opname van moleskin

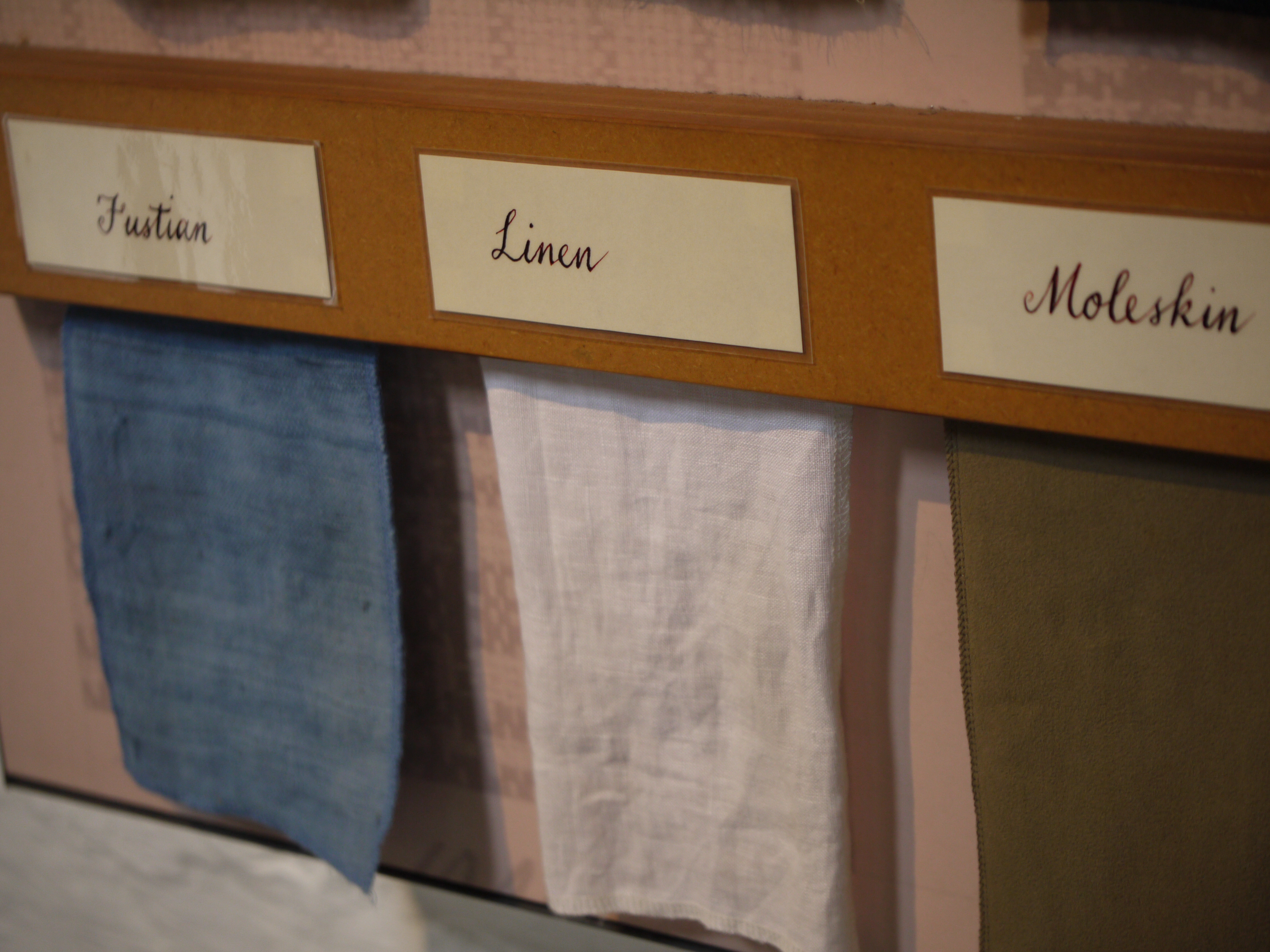
Textielstalen waaronder moleskin

Moleskin is een textielsoort. Het is een zeer dicht katoenen weefsel dat zacht en slijtvast is en in sommige gevallen winddicht. De naam is afgeleid van het feit dat het aanvoelt als de pels van een mol.
Moleskin werd aanvankelijk gebruikt als stof voor werkbroeken en later voor broeken meer in het algemeen.
Voorzien van een kleeflaag aan de achterkant wordt de stof ook toegepast in blarenpleisters waar de soepele stof de wrijving wegneemt.